# هنري هالام
هنري هالام(بالإنجليزية: Henry Hallam)‏ هو لورد إجليزي ومحام ومؤرخ إنجليزي، من موالي 9 يوليو 1777 في ونزر.

## السيرة الذاتية
هنري هالام هو الابن الوحيد لجون هالام، هذا الأخير الذي هو كانون (كاهن) ونزر وعميد برستل.
ولد هنري هالام في التاسع من يوليو سنة 1777، وتلقى تعليمه في مدرسة إتون الداخلية ثم تخرج من كلية كنيسة المسيح في أوكسفورد في عام 1799.
مباشرة بعد تخرجه شغل هالام ولسنوات قليلة مهنة محامي بدائرة أكسفورد.
بعد وفاة والده سنة 1812، ورث هالام ممتلكات والده وانعزل في مقاطعة لنكولنشاير، حيث كرس وقته بكامله لممارسة شغفه بالأدب.
كان العمل الأول لهنري عبارة عن مجلدين يحملان كعنوان: «نظرة الدولة الأوروبية خلال العصور الوسطى» (View of the State of Europe during the Middle Ages)  في سنة 1818، والذي أصدر من طرف مجلة إدنبرة، التي هي أكثر الدوريات البريطانية تأثيرا في القرن التاسع عشر.
أصبح هالام بعد ذلك وفي وقت وجيز أحد المحررين الرئيسيين لهذه المجلة. حيث نشر هناك إصداره الثاني «جدول أوروبا في العصور الوسطى» سنة 1827، ثم «التاريخ الدستوري لإنكلترا» (مجلدين) في سنة 1830، و«مقدمة في أدب أوروبا، خلال القرن الخامس عشر، السادس عشر، والسابع عشر» في سنة 1837.
بحلول عام 1843 نشر هالام مجلدا آخر تضمن ملاحظات مكملة لأعماله السابقة عن العصور الوسطى. بعد تسع سنوات من ذلك نشر هنري سنة 1852، مجموعة من مقالاته عن الشخصيات الأدبية الأوروبية المختارة من عمله «مقدمة لأدب أوروبا». مثلت كل هذه الأعمال تقريبا كل مسيرة هالام المهنية. 
كان هالام عضوا في الجمعية الملكية انطلاقا من 8 مارس 1821، وأيضا كان واحدا من المدراء البارزين الذين تولو مسؤولية إدارة المتحف البريطاني. في سنة 1830، حصل على القلادة الملكية الذهبية في التاريخ، والتي أسسها الملك جورج الرابع.

## الحياة العائلية
تزوج هالام في سنة 1807 بجوليا ماريا التون؛ ابنة السير تشارلز إلتون، والتي توفيت قبله في سنة 1847.
فقد هالام أولاده واحدا تلو الآخر. أولا ابنه الأكبر، الشاعر آرثر هنري هالام في سنة 1833 عن سن يناهز 22 عاما. ثم ابنه الثاني هنري فيتزموريس هالام سنة 1850.

## الوفاة والنصب التذكارية
توفي هنري هالام في 21 يناير 1859 عن عمر ناهز 81 عاما بمقاطعة بروملي في لندن.
بعد وفاته شيد له نصب تذكاري في قبو كاتدرائية القديس بولس في لندن. بالإضافة إلى ذلك فإن اسم هنري هالام منقوش الآن على لوحة تذكارية زرقاء، مثبتة من قبل مجلس مقاطعة لندن في 67 شارع ويمبول في لندن، وفاء لذكراه.

## وصلات خارجية
- هنري هالام على موقع إن إن دي بي (الإنجليزية)